# Schnaittach
Schnaittach est une commune de Bavière (Allemagne), située dans l'arrondissement du Pays-de-Nuremberg, dans le district de Moyenne-Franconie.

## Jumelage
- Frohnleiten (Autriche)[1]